# Kay Tse On-Kei
Kay Tse On-Kei (13 maart 1977) is een Hongkongse cantopopzangeres. Ze was een nieuwkomer in de muziekindustrie van 2005.
Tse is nu een grote hit op de Cantopopmarkt. Haar nieuwste album Binary, Tse won veel prijzen in januari 2009. Het lied Heej t'iep kaai/囍帖街 won de prijs favoriete lied 2009 van RTHK en CRHK. De media prees haar als de "Grass-Root Queen", die haar invloed uitoefent op de Hongkongse muziek. Joey Yung, Miriam Yeung, Denise Ho, and Kay Tse zijn nu de vier populairste zangeressen van Hongkong.

## Ontdekt als zangeres
In 2002, toen ze nog Amerikanistiek studeerde op de Universiteit van Hongkong, deed ze mee met een zangcompetitie van de universiteit en won de eerste plaats.

## Privéleven
Tse's geloof is protestantisme. Ze is getrouwd met de Rooms-katholieke acteur Louis Cheung en hebben samen één kind die James heet.
- International Standard Name Identifier: 0000 0001 4010 0151
- Library of Congress Control Number: no2011145442
- MusicBrainz: e20010db-0c85-4839-adb9-7590fc5c4ca6
- Virtual International Authority File: 182986504
- WorldCat: E39PBJbRmbTVWKhXx3KC7cg3Qq